# Richard Altwasser
Richard Francis Altwasser es un ingeniero británico e inventor, responsable del diseño del hardware del ZX Spectrum.

## Biografía
Altwasser se graduó en ingeniería en el Trinity College de Cambridge en junio de 1978. Fue contratado por Sinclair Research en septiembre de 1980, y el primer trabajo al que fue asignado fue escribir algunos programas para demostrar las capacidades de las nuevas expansiones RAM de 8 Kb y 16 Kb para el ordenador de Sinclair ZX80. Tras realizar ese trabajo, fue asignado al diseño del circuito del siguiente modelo, el ZX81.
Tras el lanzamiento del ZX81, Altwasser fue promocionado al equipo de desarrollo de ordenadores y trabajó en el desarrollo del ZX Spectrum, cuando aún se estaban llevando a cabo las primeras discusiones técnicas a finales de julio de 1981. Su contribución principal fue el diseño  del modo de gráfico de forma que consumiera menos de 7 Kb de memoria. Participó también en las primeras etapas de desarrollo del ZX Microdrive.
Altwasser dejó la compañía Sinclair a principios de mayo de 1982 para establecer su compañía propia, junto con Steve Vickers, autor del firmware ROM y el manual del ZX Spectrum. La compañía se llamó inicialmente Rainbow Computing Co., aunque finalmente se denominó Jupiter Cantab Limited.
Júpiter Cantab lanzó únicamente un solo producto importante, el ordenador doméstico Júpiter Ace. El Ace fue un fracaso comercial, tanto en el Reino Unido como en el mercado estadounidense, y únicamente llegaron a venderse 5.000 unidades. La compañía se declaró en bancarrota en noviembre de 1983.
En 1986 Altwasser se convirtió en director del área de ingeniería en Amstrad. Ese mismo año Amstrad, que ya se había convertido en un importante fabricante de ordenadores personales, adquirió Sinclair Research's. Altwasser dejó Amstrad en 1992, pasando a ser director y ejecutivo en otras compañías, como por ejemplo Director de Desarrollo de Redes en RM plc de septiembre de 2000 a mayo de 2003.